# Astraspis
Astraspis is een geslacht van uitgestorven primitieve kaakloze vissen uit het Ordovicium. Het is een geslacht verwant aan andere kaakloze vissen uit het Ordovicium zoals de Zuid-Amerikaanse Sacabambaspis, en de Australische Arandaspis. Het geslacht is monotypisch en telt alleen de soort Astraspis desiderata.

## Kenmerken
Bij Astraspis werden de kop en de ovale voorste romp in dwarsdoorsnede beschermd door een dorsaal en ventraal schild en daartussen een reeks branchiale schilden. Beide schilden bestonden uit tal van paddenstoelachtige, stervormige of veelhoekige bloedplaatjes (tesserae) gemaakt van aspidine, die in het midden bedekt waren met grote knobbels van dentine, die op hun beurt een dop hadden van doorzichtig tandglazuur. De botschilden zijn relatief dik en bestonden uit drie lagen, een onderste lamellaire laag, een middelste laag sponsachtig weefsel en de oppervlakkige knobbeltjes, die elk een door dentine-achtige substantie afgebakende pulpa bevatten. De centrale knobbel geeft het punt aan van waaruit de ossificaties zijn voortgekomen uit jonge exemplaren. Ze groeiden door meer, kleinere knobbeltjes toe te voegen. Het dorsale schild had sterke longitudinale ribbels. Er waren acht (benton) of tien kieuwopeningen tussen de zijschermen. Het beenpantser vertoont tekenen van lokale desintegratie en nieuwe formatie. Dit kan wijzen op verwondingen en daaropvolgende genezingsprocessen. De achterste romp werd beschermd door ruitvormige schubben en eindigde in een afgeronde staartvin. Gepaarde vinnen, rug- en anale vinnen ontbraken. De ogen waren aan de zijkant. Er is een nevenactiviteit beschikbaar. Het zit in groeven in de beenschilden. De interne anatomie van de dieren is onbekend.

## Classificatie
Astraspis wordt toegewezen aan de Pteraspidomorphi en werd aanvankelijk in de Heterostraci geplaatst vanwege de acellulaire structuur van de grote dorsale en ventrale schilden binnen deze groep. Omdat deze echter slechts één buitenste kieuwopening per kopzijde hadden, maar Astraspis tot tien, worden ze geplaatst in het taxon Astraspida (Astraspidiformes bij Nelson). Twee soorten zijn beschreven, Astraspis desiderata en Astraspis splendens. Sommige auteurs tellen ook het geslacht Eriptychius, bekend van de zandstenen van Harding aan de rand van de Rocky Mountains (Midden-Ordovicium), die alleen bekend is van enkele fragmentarische resten, tot de Astraspida (anders Eriptychiida).